# Marek Papszun
Marek Papszun (Warschau, 8 augustus 1974) is een Pools voetbaltrainer. Papszun is actief als de hoofdtrainer van Raków Częstochowa.

## Clubcarrière
In 2015 is Papszun als clubvoetballer gestopt, zijn laatste club waar hij voor speelde was Wisła Zakroczym.

## Trainerscarrière

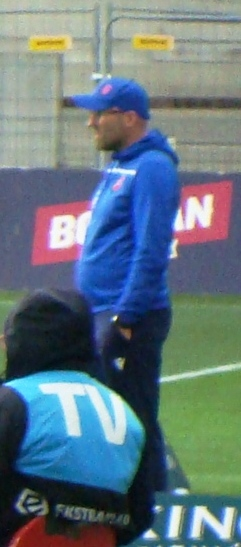
Papszun in 2021 met Raków Częstochowa

### Begin jaren
Papszun begon zijn trainersloopbaan in 2006 bij Ząbkovia Ząbki. Tussen 2009 en 2014 was Papszun de hoofdtrainer van onder meer GKP Targówek, KS Łomianki en Legionovia Legionowo. Het is Papszun gelukt om  met KS Łomianki eerste te eindigen in de Liga okręgowa, en met Legionovia Legionowo kampioen van de II liga te worden. Van 2014 tot en met 2016 was Papszun werkzaam als coach van Świt Nowy Dwór Mazowiecki.

### Raków Częstochowa
In 2016 werd Marek Papszun de hoofdtrainer van Raków Częstochowa. Het lukte Papszun om met Raków telkens te promoveren van de II liga tot en met aan de Ekstraklasa in slechts drie seizoenen. Vervolgens had Raków twee keer op rij de Puchar Polski en de Poolse supercup gewonnen in 2021 en 2022 onder leiding van Marek Papszun. In 2023 wist Papszun met Raków eerste te eindigen in de Ekstraklasa, dit was de eerste keer dat Raków kampioen van Polen is geworden. 
Papszun keerde terug bij Raków voorafgaand de 2024/2025 Ekstraklasa seizoen na een seizoen afwezigheid, als opvolger van Dawid Szwarga, Szwarga keerde terug als de assistent coach van Papszun.

## Erelijst
Als trainer
 KS Łomianki
- Liga okręgowa: 2010–2011

 Legionovia Legionowo
- II liga: 2012–2013

 Raków Częstochowa
- Ekstraklasa: 2022–2023
- Puchar Polski: 2020–2021, 2021–2022
- Poolse supercup: 2021, 2022
- I liga: 2018–2019
- II liga: 2016–2017

Individueel als trainer
- Pools trainer van het jaar: 2020, 2021, 2022, 2023
- Ekstraklasa trainer van het seizoen: 2020–2021, 2022–2023
- I liga trainer van het seizoen: 2017–2018, 2018–2019
- II liga trainer van het seizoen: 2012–2013, 2016–2017
- Liga okręgowa trainer van het seizoen: 2010–2011
- Ekstraklasa trainer van de maand: oktober 2020, april 2021, mei 2021, februari 2022, maart 2022, oktober 2022, november 2022, februari 2023, maart 2023, maart 2025